# Danny Silva
Danny Silva (24 de julho de 1973; Perth Amboy, Nova Jérsia, Estados Unidos) é um atleta português de desportos de Inverno.
Iniciou a sua actividade desportiva enquanto jovem. Após uma introdução à modalidade de esqui de fundo nos Estados Unidos, o jovem atleta, ao mudar para Portugal, iniciou-se no atletismo e no triatlo. O regresso à neve só veio a acontecer em 2003, após um período em França. Em 2004, o atleta português, actualmente a residir na Finlândia, dedicou-se plenamente à modalidade de esqui de fundo. Mesmo com as dificuldades óbvias, o atleta representou Portugal nos mundiais de Oberstdorf (Alemanha), onde obteve a sua qualificação Olímpica, especializando-se em esquí de fundo (15 km).
- Foi o único representante de Portugal nos Jogos Olímpicos de Inverno de 2006, concluindo a prova em 94.º lugar, e único de novo nos Jogos Olímpicos de Inverno de 2010 em Vancouver[1], concluindo a prova em 95.º lugar[2].